# Helix (album)
Helix je páté studiové album švédské metalové hudební skupiny Amaranthe. Vydáno bylo 19. října 2018 u společnosti Spinefarm Records. Zpěvačka Elize Ryd a kytarista Olof Mörck ho napsali za dva měsíce, dalších dva a půl poté zabralo nahrávání. To proběhlo v dánském studiu Hansen Studios ve městě Ribe. Producentem desky byl Jacob Hansen. Jde o první studiovou nahrávku pro zpěváka Nilse Molina, který v roce 2017 přišel jako náhrada za Jaka E.

## Seznam skladeb
| Pořadí         | Název                 | Délka |
| -------------- | --------------------- | ----- |
| 1.             | The Score             | 3:41  |
| 2.             | 365                   | 3:28  |
| 3.             | Inferno               | 3:13  |
| 4.             | Countdown             | 3:01  |
| 5.             | Helix                 | 3:35  |
| 6.             | Dream                 | 3:39  |
| 7.             | GG6                   | 3:10  |
| 8.             | Breakthrough Starshot | 3:12  |
| 9.             | My Haven              | 3:43  |
| 10.            | Iconic                | 3:12  |
| 11.            | Unified               | 3:59  |
| 12.            | Momentum              | 3:22  |
| Celková délka: | Celková délka:        | 41:15 |

## Obsazení
- Elize Ryd – ženský zpěv
- Henrik Englund Wilhemsson – screaming, growling
- Nils Molin – mužský čistý zpěv
- Olof Mörck – kytara, klávesy
- Morten Løwe Sørensen – bicí
- Johan Andreassen – basová kytara